# Kirgizisztánban történt légi közlekedési balesetek listája
A Kirgizisztánban történt légi közlekedési balesetek listája mind a halálos áldozattal járó, mind pedig a kisebb balesetek, meghibásodások miatt történt, gyakran csak az adott légiforgalmi járművet érintő baleseteket is tartalmazza évenkénti bontásban.

## Kirgizisztánban történt légi közlekedési balesetek

### 2008
- 2008. augusztus 24., Biskek közelében. Az Itek-Air kirgiz légiforgalmi vállalat Boeing 737-es típusú utasszállítója lezuhant. A fedélzeten lévő 90 emberből 65 fő életét vesztette, 25 fő túlélte a balesetet.[1]

### 2015
- 2015. november 22., Os repülőtér. Az Avia Traffic Company légitársaság Biskekből indult és Osba tartó Boeing 737-300 típusú, YK768 lajstromjelű repülőgépe kemény landolást hajtott végre és túlfutott a kifutón. A balesetben 14 fő szenvedett sérüléseket, ebből 4 fő súlyosan megsérült.[2]